# Bodzentyn (plaats)
Bodzentyn (uitspraakⓘ) is een stad in het Poolse woiwodschap Święty Krzyż, gelegen in de powiat Kielecki. De oppervlakte bedraagt 8,65 km², het inwonertal 2271 (2005).

## Verkeer en vervoer

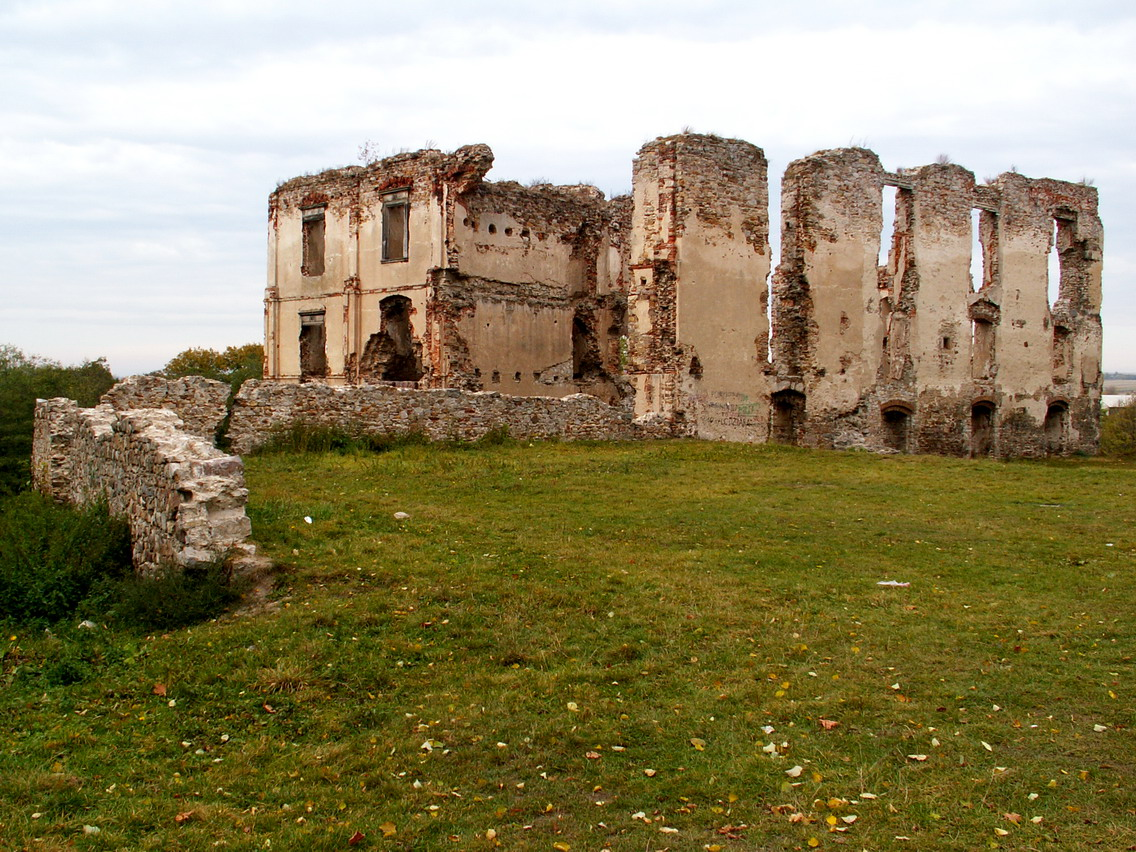
Bodzentyn

- Station Bodzentyn